# Marek Sobczyński
Marek Sobczyński, né le 29 octobre 1963, à Varsovie, en Pologne et décédé le 5 mai 1998, est un joueur de basket-ball polonais. Il évolue au poste d'arrière.